# Annika Thörnquist
Annika Thörnquist és la cantant del grup suec Da Buzz. i es va criar a la ciutat de Karlstad, però més tard es va traslladar a Estocolm, capital de Suècia.